# Hamish Haynes
Hamish Robert Haynes (Stalybridge, 3 mei 1974) is een Brits wielrenner. Hij rijdt sinds 2006 bij de profs en komt momenteel uit voor de Belgische wielerploeg Colba-Superano Ham.
Hamish Haynes maakte op 31-jarige leeftijd zijn profdebuut bij de wielerploeg Jartazi. Hij rijdt veel Vlaamse kermiskoersen en won onder meer de GP van Hoboken, de GP van Belsele-Puivelde en de GP Melsele. Ook won hij een etappe in de Ronde van Hongarije. In 2006 werd hij nationaal kampioen op de weg. Verder won hij de kermiskoers van Dentergem. 

## Overwinningen
2003
- Ronde van Bovelingen

2004
- GP Claude Criquielion
- Grand Prix du Hollain
- GP Oosterwijk
- GP Zutendaal

2005
- Grote Mei Prijs Hoboken
- GP Puivelde
- Grand Prix Ghoy
- Grand Prix Halen
- GP Melle
- 2e etappe, Ronde van Hongarije

2006
- Brits Kampioen op de weg, Elite
- GP Dentergem

## Ploegen
- 2005 - Team Cyclingnews.com
- 2006 - Jartazi-7 Mobile
- 2007 - DFL-Cyclingnews-Litespeed
- 2008 - Pedaltech-Cyclingnews-Jako
- 2011 - Colba-Mercury
- 2012 - Colba-Superano Ham

Abakoumov · Blanchy · Cauquil · De Groote · Derepas · Haynes · Hoogerland · Kaupas · Meul · Moeravjov · Nevens · Planckaert · Ronsse · Scheirlinckx · Soetens · Thys · Tombak · Van der Slagmolen · Van Mingeroet · François (stagiair) · Sladkov (stagiair)
Cordeel · Dhaene · François · Grieten · Haynes · Labbe · Schulz · Van Den Bulck · Van Lancker · Vanbecelaere · Vandaele · Vangheel · Vercruyce · Vermeer · Wensink · Wytinck
Carton · François · Goovaerts · Haynes · Lhotellerie · Normand · Pardini · Provost · Suarez · Vanbecelaere · Van Caldenborgh · Van den Houte · Van Holderbeke · Vandaele · Vangheel · Vercruyce · Rigaux (stagiair)